# Бьянки, Гийом
Гийом Бьянки (итал. Guillaume Bianchi, род. 30 июля 1997, Рим) — итальянский фехтовальщик-рапирист, серебряный призёр летних Олимпийских игр 2024 года, двукратный чемпион мира (2022 и 2025), трёхкратный чемпион Европы 2022 и 2025 годов.

## Биография
На чемпионате Европы 2022 года в Анталье в командном соревновании рапиристов стал чемпионом Европы. На чемпионате мира в Каире в этом же году также в составе итальянской команды рапиристов стал чемпионом мира.
В 2024 году на чемпионате Европы в Базеле стал бронзовым призёром командного турнира рапиристов.
В июле 2024 года на летних Олимпийских играх в Париже, в командных соревнованиях в составе итальянской четвёрки стал серебряным призёром.
На чемпионате Европы 2025 года в Генуе в индивидуальных соревнованиях рапиристов завоевал золотую медаль. В командных соревнованиях в составе Италии также завоевал золотую медаль. 